# Mulheres Alteradas
Mulheres Alteradas é um filme de comédia brasileiro de 2018 baseada em obra da cartunista Maitena Burundarena. Parceria entre O2 Filmes, Globo Filmes e Telecine, é o primeiro longa-metragem do diretor Luis Pinheiro (de Samantha!), com roteiro do cartunista Caco Galhardo e estrelando Deborah Secco, Alessandra Negrini, Monica Iozzi e Maria Casadevall. As gravações começaram dia 8 de maio de 2017.

## Sinopse
O cotidiano de quatro mulheres, cada uma enfrentando problemas bem particulares: Keka (Deborah Secco) enfrenta uma crise no casamento com Dudu (Sérgio Guizé); sua chefa Marinati (Alessandra Negrini) é uma workaholic que repentinamente se apaixona por Christian (Daniel Boaventura); Leandra (Maria Casadevall) sente-se bastante insegura pelo fato de ainda não ter constituído família e sua irmã Sônia (Monica Iozzi) está cansada da rotina doméstica e sonha com a época em que era solteira.

## Elenco
- Deborah Secco como Keka
- Alessandra Negrini como Marinati
- Monica Iozzi como Sônia
- Maria Casadevall como Leandra
- Sérgio Guizé como Dudu
- Daniel Boaventura como Cristian
- Patricya Travassos como Ana Gomes
- Mário Gomes como
- Suely Franco como
- Augusto Madeira como
- Stepan Nercessian como
- João Vicente de Castro como
- Marcos Oliveira como
- Maurício Machado como
- Bruno Giordano como